# 坂井寛子
坂井 寛子（さかい ひろこ、1978年11月3日 - ）は、福井県福井市出身の女子ソフトボール選手（投手）。2004年アテネオリンピック銅メダリスト、2008年北京オリンピック金メダリスト。
「シュートボールで名を馳」せ、「数々の経験で培った、打者との間・巧みなボールの出し入れで相手を手玉に取る、日本を代表する投手」である。モットーは、グローブにもその字を刻む「無心」（「心の中の雑念を捨てること。悪い事だけでなく、良い事も雑念は、雑念」）。座右の銘は「今 頑張れ！今頑張らなくて、いつ頑張る！」。
無類のドラえもんファン。好きな曲は湘南乃風の『黄金魂』。

## 経歴

### ソフトボールへの道
ソフトボール部の顧問であった兄の担任から、「『（背丈が）でっかいけど、（ソフトボール）やってみないか？』と誘われた」のを契機に、金沢市の長田中学校で通常の部活動としてソフトボールを始める。不器用でどちらかと言えばスポーツが苦手だったが、長身とリーチを生かした投げ込みに熱心に取り組み、たちまち頭角をあらわす。
1997年に金沢高等学校卒業。「高校を卒業したら、お菓子屋さんになりたかった」が、埼玉県戸田市の戸田中央総合病院がたまたま投手を必要としていることを知らされ、同病院ソフトボールチームに入団。エースとして活躍し、1部リーグの決勝トーナメントでも戦えるチームへと押し上げる。
2001年に星野昭・日本ソフトボール協会女子強化委員長（現・川越東高等学校校長）よりシュートを伝授され、以後決め球となり、翌2002年には最多勝投手に輝く。収得しようとした理由を本人が語るには、上野由岐子も速球派の投手で、速球派は二人もいらないという風に思ったといい、2000年のシドニーオリンピックからの投球距離の延長もあった。

### オリンピックでの活躍
2004年8月、アテネオリンピック代表。3試合に登板し2完封を含む無失点と活躍。彩の国功労賞を受賞。五輪終了後に一旦現役を引退し、アメアスポーツジャパン株式会社に入社。販売促進のかたわらソフトボールの指導で全国を巡る。この時期は「すごく意義のある時間」であり、「裏方の仕事の大変さを知ったのも良い勉強」だったという。また「たくさんの子どもたちに巡り会って、触れ合って、学ばせてもらったことは大きな財産」になった。スポーツ教室でソフトボールに励む少女たちのオリンピックへの夢を実感。北京を最後に五輪種目からソフトボールを削除するというIOCの決定に衝撃を受ける。
2006年10月、アテネでバッテリーを組んでいた山路典子・太陽誘電監督の勧めで現役に復帰し、同チームに所属。「われわれが金メダルを獲ることによって、子供たちに何か新しいモチベーションを与えてあげたい」という自覚を新たにする。
2008年8月、北京オリンピック代表。先回のアテネ五輪同様に全登板無敗を記録し、日本代表の金メダル獲得に貢献。その活躍ぶりに、アテネ五輪の同僚・内藤恵美（左アキレス腱断裂で北京五輪欠場が惜しまれた「日本一の遊撃手」）をして、「坂井さんがいなかったら金メダルなんて獲れなかった」と言わしめた。また、斎藤春香・日本代表監督は、上野投手が尻上がりの調子を持っていくことができたのは、「予選をトーナメントのつもりで戦ってくれた坂井投手の力投が大きいです。どんな時もブルペンで準備をし、投手陣をしっかり支えてくれました」と断言する。
同年10月13日の体育の日に行われた、同じ地元のライバルチーム・ルネサス高崎との対戦は「高崎ダービー」と呼ばれ、女子ソフトボール史上最高の集客数。日本中が注視するなか開催されたこのビッグゲームで、宿命のライバル上野由岐子に投げ勝ち、完投勝利。最多のオリンピック参加者を擁する日本最強チームをねじ伏せた力投は、トップアスリートとしての評価を不動のものとした。
また、試合の模様が後日スポーツ紙よりはむしろ朝日から読売にいたる報道各紙で詳しく紹介されたため、それまでソフトボールに関心を持っていなかった一般の人々の間にも「サカイ・ヒロコ」の名が広まることになった。

### 後進の指導
オフ時期には、スポーツ教室を通じ、ソフトボールの普及と技術向上に尽力。2009年限りで現役を引退、翌年からは太陽誘電で後進の指導にあたっていた。
2012年8月19日、第67回国民体育大会「北信越ブロック大会」の成人女子の敗者復活第1試合に、石川県代表として参加。三連続三振を含む活躍で、3-1で福岡県を下した。

## 選手としての特徴
高校時代までは速球派として知られていたが、その後シュート等の変化球を習得。ライズボールやチェンジアップなどを用いての縦の変化が主流のソフトボールでは珍しい、横の揺さぶりが持ち味の投球スタイルを取る。特に坂井の投げるシュートは世界でもほとんど投げる投手のいない球筋で、打者の膝元に鋭く食い込み、変化が読みにくい球であると言われている（そもそも当時としてはシュートの使い手自体が珍しかった）。シュートを含む «七色の変化球» を制球良く投げ込む、日本屈指の技巧派投手。宇津木妙子・元全日本監督は、上野とともに「全日本の二枚看板」と断じ、「日本の最大の強みは『たとえ上野がダメでも坂井がいる』逆に『坂井が調子が悪くても上野がいる』というパターンができたこと」と指摘する。場数を踏むベテラン投手らしく、五輪競技や世界選手権など国際試合にめっぽう強く、オリンピックでは2大会を通じて無敗を記録。

## 詳細情報

### 主な成績
- 1996年
  - ひろしま国体ベスト4（石川県少年女子選抜チーム）
- 2001年
  - 世界女子ソフトボール選手権アジア予選優勝
    - 3勝0敗 防御率0.74 22奪三振
- 2002年
  - 世界女子ソフトボール選手権準優勝
    - 2勝1敗 防御率0.27 19奪三振

  - 日本リーグ最多勝
    - 14勝8敗 防御率0.54 156奪三振
- 2004年
  - アテネオリンピック銅メダル
    - 2勝0敗（2勝とも完封） 防御率0.00 4奪三振
- 2008年
  - 北京オリンピック金メダル
    - 3勝0敗 防御率1.00 18奪三振